# Яхилевич, Михаил Фритиофович
Михаи́л Фритио́фович Яхиле́вич (род. 1956) — российский и израильский художник, дизайнер, художник сцены.

## Биография

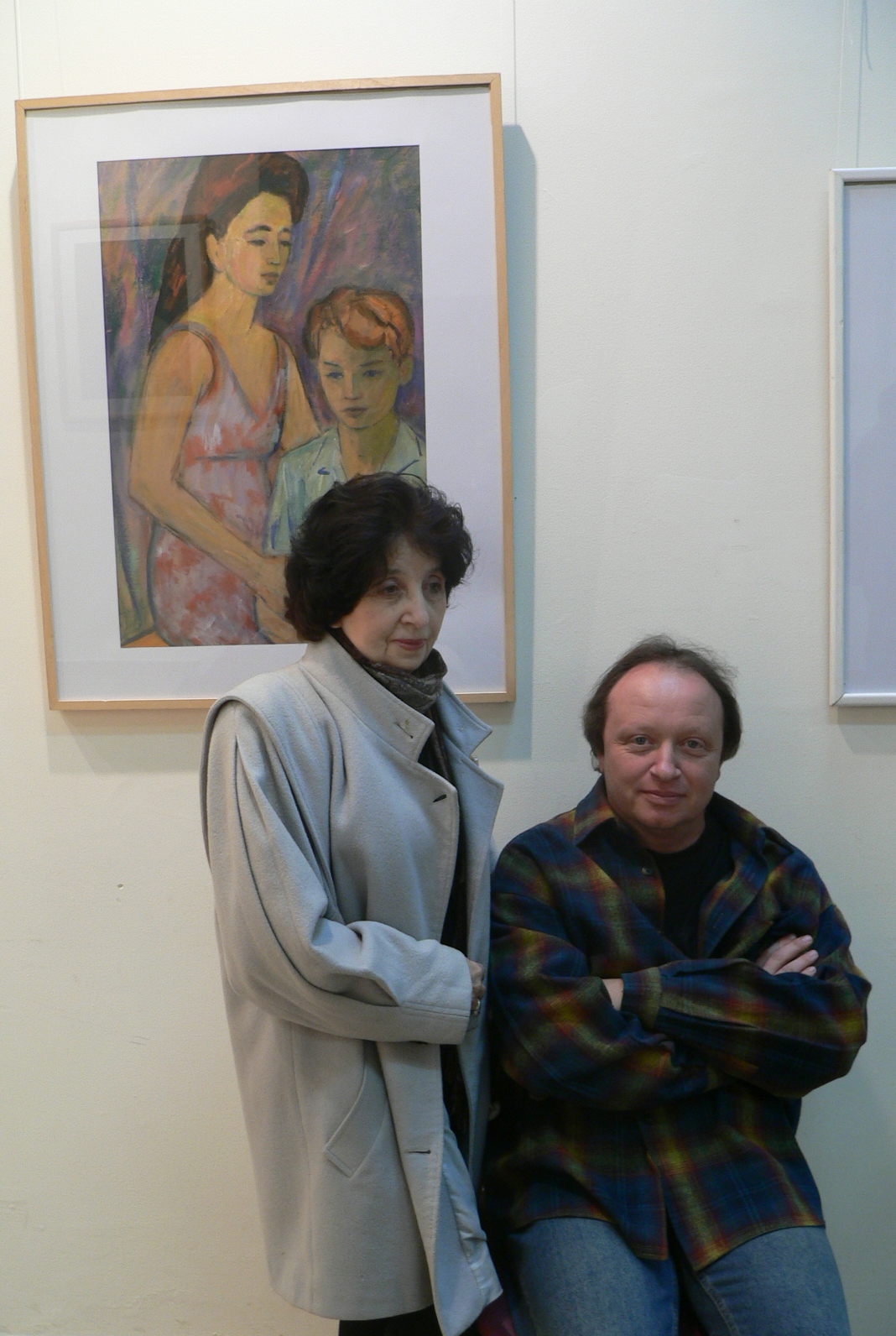
Елена Аксельрод и Михаил Яхилевич, кисть Меера Аксельрода, фото — Яхилевича

Родился в Москве в 1956 году в семье потомственных еврейских интеллигентов, мать — поэт Елена Аксельрод, отец — инженер Фритиоф Яхилевич, дед — известный художник Меер Аксельрод. Первые уроки живописи брал у деда уже в шесть лет.
Окончил факультет сценографии Школы-студии МХАТа в 1979 году. Занимался станковой живописью. В Москве оформил около пятидесяти спектаклей, был главным художником Костромского театра и театра Марка Розовского «У Никитских Ворот», член союза театральных деятелей с 1978 года, а член МОСХа с 1983 года. В 1990 году репатриируется в Израиль с женой Оксаной.
Поддерживает контакты с обществом «Маханаим», живёт в Маале-Адумим, придерживается религиозного образа жизни.

## Творчество
В Израиле создал художественную группу «ивр. Месилот‎» (тропинки). Имел не менее 12 персональных выставок в одном только Израиле, а также выставлялся в России, Германии, Италии и других групповых выставках. Занимался также дизайном, например, оригинальный дизайн синагоги «Маханаим» в Маале-Адумим.
В творчестве видны автобиографические мотивы: переезд в Израиль, Иудейские горы.

## Семья
Жена - искусствовед Оксана Яхилевич, у Оксаны и Михаила одна дочь. Дед — художник Меер Аксельрод, бабушка — еврейская писательница Ривка Рубина, мать — поэт Елена Аксельрод.

Картины израильского периода
Алия (репатриация). 1993
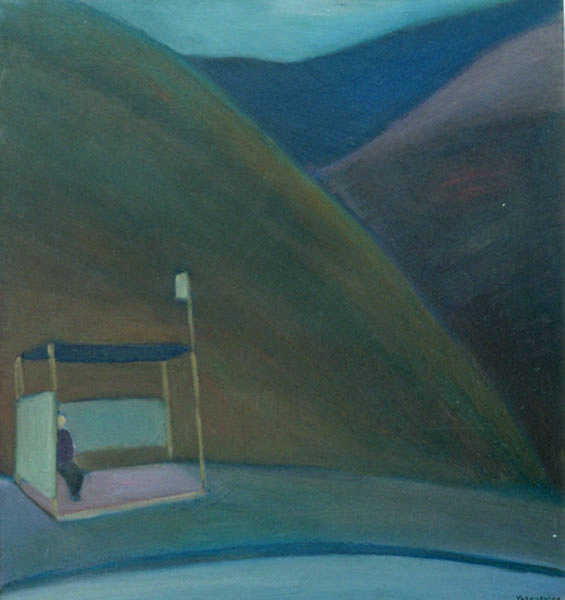
Остановка в горах. 1998

## Ссылки

Оформление синагоги «Маханаим»
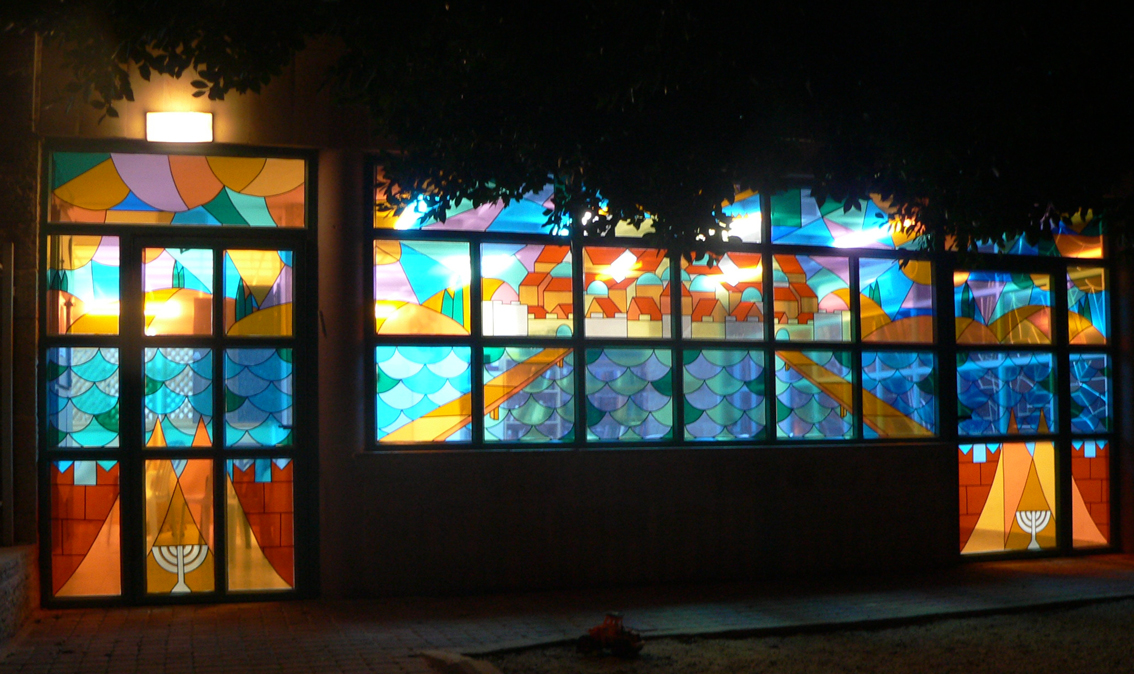
М. Яхилевич. Витражи фронтальной стены. Символ «Маханаим» на фоне Кремлёвской стены, от стены перекинуты мосты через реку Самбатион к Иерусалиму, над которым возвышается Храм.
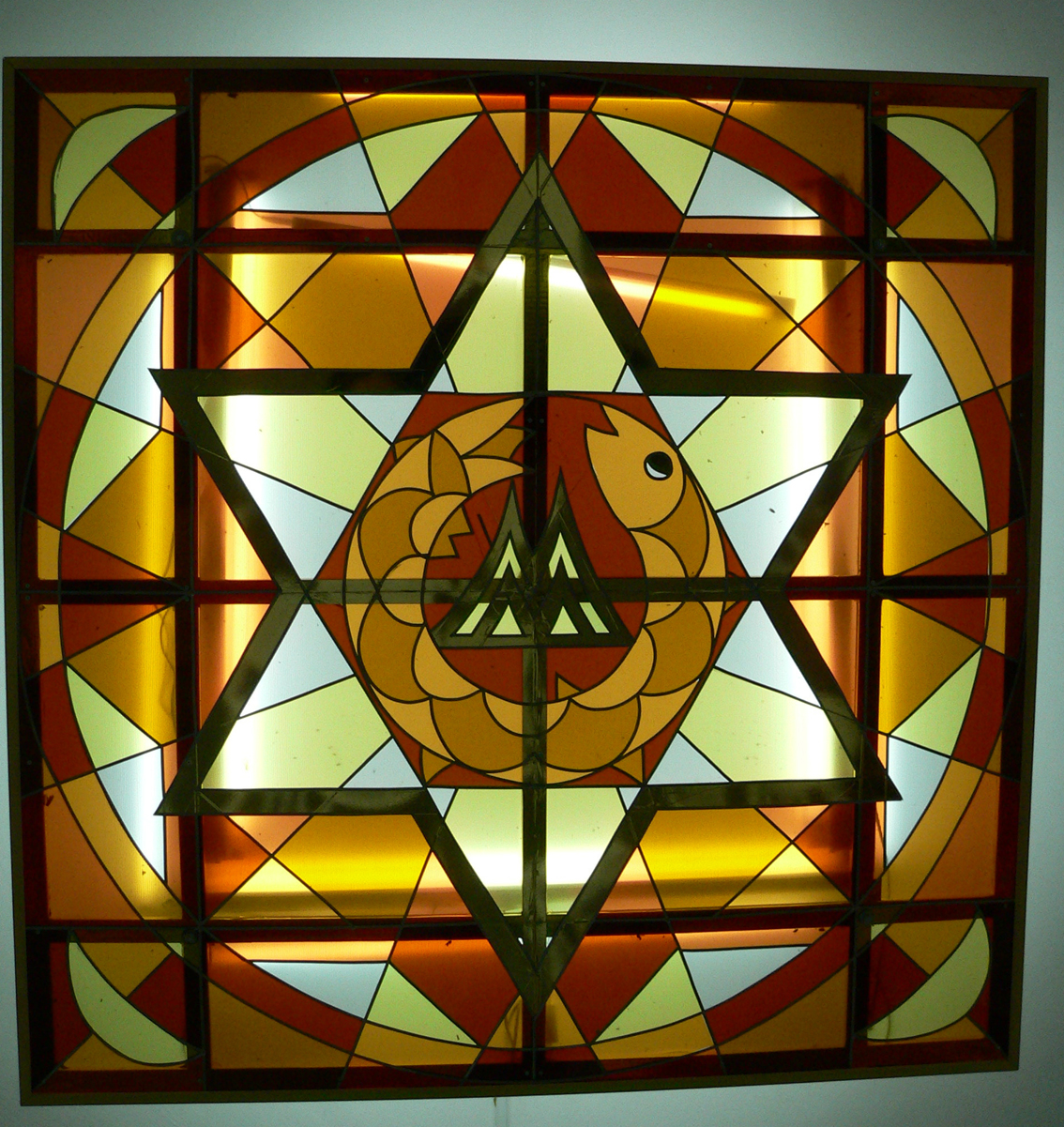
М. Яхилевич. Плафон, Левиафан охраняет «Маханаим»